# Somatochlora albicincta
Somatochlora albicincta là loài chuồn chuồn trong họ Corduliidae. Loài này được Burmeister mô tả khoa học đầu tiên năm 1839.

## Hình ảnh

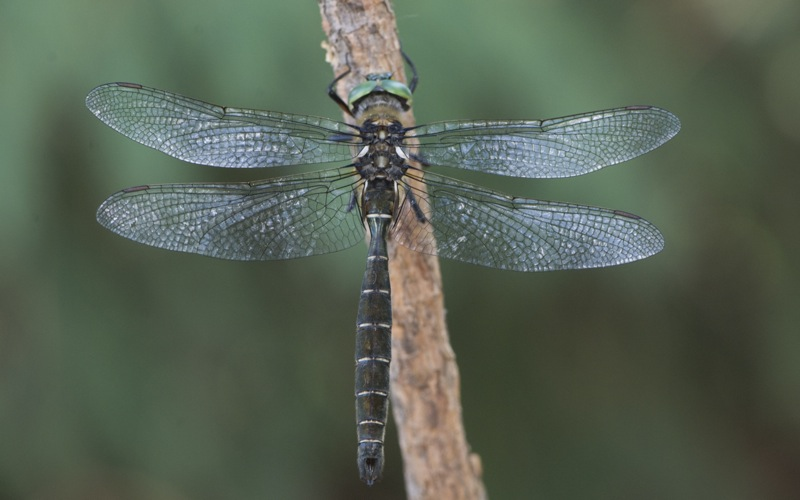